# Maria Teresa Utgés Nogués
Maria Teresa Utgés Nogués (les Borges Blanques, 28 de setembre del 1959) és metgessa especialista en psiquiatria i política catalana.
Entre el 2005 i el 2010 fou directora del Servei Salut Mental Infantil i Juvenil de Sant Joan de Déu de Lleida. Sota la seva direcció el 2008 s'impulsà la creació del primer centre de l'estat espanyol per al tractament de joves amb addicció al mòbil i internet, i el 2010 nasqué el primer centre multidisciplinari on treballen en equip neuròlegs, psiquiatres i psicòlegs en el tractament del TDAH.
El 2008, en reconeixement de la seva tasca professional, rebé el Premi a l'Excel·lència Professional en medicina assistencial, àmbit de la salut mental, salut pública, socio-sanitari i pal·liatius del Col·legi Oficial de Metges de Lleida (2008). Forma part de l'AADPC (Associació d'Antics Diputats del Parlament de Catalunya).
Va ostentar els següents càrrecs parlamentaris:
- Membre de la Comissió de Justícia, Dret i Seguretat Ciutadana
- Membre de la Comissió de Política Social
- Membre de la Comissió del Síndic de Greuges
- Membre de la Comissió de seguiment del procés d'equiparació Dona-Home
- Membre de la Comissió d'estudi sobre la situació a Catalunya de la immigració de treballadors estrangers
- Membre de la Comissió d'estudi sobre la SIDA
- Membre de la Comissió d'estudi sobre les causes que generen la violència infantil